# Blanka Kubešová
Blanka Kubešová (* 21. února 1944 Praha) je česká spisovatelka a scenáristka žijící ve Švýcarsku.

## Životopis
Blanka Kubešová se narodila 21. února 1944 v Praze a žije ve Švýcarsku. Pochází z rodiny lékaře. V Praze vychodila ZDŠ a dvanáctiletou střední školu (mat. 1962). V letech 1963–68 pracovala postupně jako úřednice ve Státní knihovně, ve Správě činohry Národního divadla a v Krátkém filmu Praha. V srpnu 1968 emigrovala do Kanady (Toronto) a v roce 1969 přesídlila do Švýcarska, kde žije v městečku Adligenswil u Lucernu. V 70. letech vykonávala krátkodobá příležitostná zaměstnání (prodavačka, kosmetička, bankovní úřednice aj.), od roku 1980 byla vedoucí provozu v manželově restauračním podniku, od roku 1986 ve svobodném povolání. V 80. letech začala pořádat literárně-hudební večery v Ženevě, Bernu, Curychu, a zejména v kavárně Roxy v Lucernu, v nichž hojně vystupovali čeští exiloví spisovatelé a umělci.
Debutovala v roku 1987 první knihou Deník Leošky Kutheilové v nakladatelství '68 Publishers v Torontu, kterou následně načetla Jaroslava Tvrzníková v Rádiu Svobodná Evropa v Mnichově a Hana Maciuchová v Praze. Posléze došlo k několika reedicím a vydání audiokazet, také došlo k divadelnímu zpracování, jeho premiéra byla v Divadle 90 U Valšů v Praze v r.oku 2006.
V roce 1998 proběhlo v Divadle Husa na provázku v režii Ivo Krobota scénické čtení hry Na Popelce, která se v témže roce umístila v soutěži Alfréda Radoka. V roku 2004 se tamtéž ve finálové desítce umístila i divadelní hra Otec s velkým O. Do 90. let spadá spolupráce s Českým rozhlasem, především v rádiu Vltava bylo v literární redakci načteno na pětadvacet povídek. Ve své literární práci vyrůstá z tradičního půdorysu psychologické prózy. Snaží se objasnit lidský úděl a lidskou existenci, napomáhá propracovat se k poznání a stát se vnímavější, v neposledním i ke kráse české řeči. Jako scenáristka debutovala v ČT televizním scénářem Modrý kámen (2004) v režii Víta Olmera. V roce 2006 se scénářem Přeplavu i Dunaj zapojila do dokumentárního cyklu Luďka Navary Útěky železnou oponou.
Scénář Bílý střelec (2014) ve spolupráci s Ivou Tajovskou v rámci seriálu Stopy života realizoval režisér Tomáš Magnusek. Hlavní roli si v tomto díle zahrála Simona Postlerová a Jan Tříska. Blanka Kubešová je nositelkou několika literárních ocenění (Můj otec s velkým O - prémie v soutěži) Nadace Františka Langera (2001 a 2004) a spoluautorkou sborníků Útěky železnou oponou (Curych, 1983), Benefice (Toronto, 1993), Setkání a hovory (Almanach SVÚ, Mnichov, 1998), Osudy (Brno, 2001.) V posledních deseti letech publikuje na stránkách internetových časopisů Český dialog , Pozitivní noviny, Czechfolks, Seniortip a některých dalších.

## Dílo
- Deník Leošky Kutheilové. (1987)
- Od školy se práši. (1993)
- Romance pro Žoržínu. (1985)
- Žoržína. (2008)
- Kočičí dlažba. (1988 a 1991)
- Horror Hill. (1995)
- Brácha Jerry. (2009)
- Perlový svět. (1996)
- Černá v bílé. (2. cena Knižního Klubu, 1999)
- Žabky na vodě. (2000)
- Vltavěnka (2004 )
- Vltavěnka a Můj otec s velkým O. (2006)
- Kolja… to neznáte mého psa. (ve spoluautorství s V. Židkem a kolektivem autorů vyšly (Fraus, Plzeň 2004).
- Baletky v modrém. (2011)
- Nevěsta z Filipín. (2014)
- Kapky štěstí a naděje. (2015)